# 川﨑麻世
川﨑 麻世（かわさき まよ、1963年3月1日 - ）は、日本の男性俳優・タレント・歌手。所属事務所はプラチナムプロダクション。父は元俳優の安住譲（あずみ じょう）。京都市北区上賀茂生まれ、大阪府枚方市育ち。妻は料理研究家の花音。

## 人物・来歴
- 両親の故郷である京都に生まれる。1歳の時、両親が離婚。一人っ子。母に連れられ、祖父母と共に枚方で育つ。実家は枚方公園駅そばの喫茶店・コハク[3][4]で、実母が経営している[5]。同級生には恩地食品の社長である恩地宏昌がいる。
- 1975年『プリン＆キャッシーのテレビ!テレビ』（横山プリン司会、よみうりテレビ）内の素人参加コーナー『パクパクコンテスト』（通称「パクコン」）で、西城秀樹の振り真似でグランドチャンピオンに選出。（同コーナーの過去の優勝者には松原秀樹、草川祐馬などがいる）。
- その姿を目にしたジャニーズ事務所の社長ジャニー喜多川から、1976年の夏休みにスカウトされて上京。その夏休み中に、早くも不二家の「ハートチョコレート」のCMの撮影を行う。この頃、石野真子と文通をしていた[6][7][信頼性要検証]。二人ともデビュー前に平尾昌晃歌謡学院（現・平尾昌晃ミュージックスクール）の大阪校に通っていた。
- 1976年10月に正式に上京。親戚のプロカメラマン・島津久純（母方叔母の夫。佐土原島津家12代島津忠亮（伯爵）の二男健之助（男爵）の孫）の家に下宿しながら、練馬区立石神井中学校を卒業後に堀越高等学校卒業。同級生には曾我泰久、5代目三遊亭金馬がいる。
- 1977年7月1日に、CBSソニーから『ラブ・ショック』でレコードデビュー。ブロマイドがヒットし人気アイドルとなる。同期デビューは榊原郁恵、荒木由美子など。美少年で鼻が高く、特に脚が長い事で有名だった（現在の身長は182cmであるが、身長177cmの時点で股下が93cmあり、当時の芸能界では一番脚が長いと言われた）。またファンによる親衛隊も数多く作られ、代表的なグループは「まよねーず」である。
- NHKの人気音楽番組『レッツゴーヤング』に「サンデーズ」のメンバーとして起用され、最長の5年半在籍（田原俊彦や松田聖子も、デビュー時はサンデーズの一員だった）。
- 自著によれば、アイドル時代からジャニーズ事務所には「麻世を杉良太郎のような舞台俳優として成功させたい」という計画が存在し、メリー喜多川の口癖でもあった。当時から事務所は川﨑を舞台俳優に育て上げるのを将来の目標に、人脈作りなど着々と準備をしてくれたという。そしてたのきんトリオ登場後、アイドル歌手として存在感が薄くなり往時ほど利益を生み出せなくなった川﨑に対し、諸費用を全てジャニーズ事務所が負担し、ニューヨークへ本場のミュージカルを学びに行かせる投資もした。
- 1983年、東京工芸大学短期大学部画像技術科グラフィックデザインコースを卒業。また同年から劇団四季『キャッツ』など舞台俳優として活躍し、渡米後に国際的俳優へ成長。1988年11月から1989年1月の間、ミュージカル『スターライト・エクスプレス』に「新幹線・ハシモト」役として出演。日本人では唯一の出演だった。
- 1998年、千葉県松戸市の「ミューラスアクターズスクール」の特別講師に着任。
- 1990年（平成2年）、カイヤと結婚[8]。その後夫婦間の様々なトラブルが報道される中、離婚訴訟を経て2020年に離婚を認める判決があり、2023年に確定[9][10]。
- カイヤの留守中に舞台女優を自宅に連れ込んだと『東京スポーツ』（2001年2月13日発売）で報道された。これに対し、川﨑は事実無根に基づく記事で名誉を傷つけられたとして、東京スポーツ新聞社と執筆者の梨元勝に計1100万円の損害賠償などを求めた。そして、2002年11月8日に、東京地方裁判所は「記事は川﨑の社会的評価を低下させる」と名誉毀損を認定した上で「記事は真実と認められず、確実な根拠のないまま執筆したと評価せざるを得ない」として、計110万円の支払いを命じた。
- カイヤがエチオピア人の男性と不倫をしていたと報道された為「W不倫」と報道された。また、2001 - 2002年頃から別居していることが判明。なお、不倫報道については2人とも否定している[11]。
- 2018年10月12日、川﨑が東京家庭裁判所に離婚を求める裁判を起こしたことをブログで発表。2017年から始まっており、2020年に川﨑が勝訴したが、カイヤが控訴した。
- 2023年9月20日、東京高裁は300万円の慰謝料を求めたカイヤの控訴を棄却。川崎側の請求をほぼ認め、カイヤに対し「財産分与として6561万5309円を支払え」と命じる判決を下した。カイヤ側からの上告はなく、6年にわたる法廷闘争は幕を閉じた。
- 2019年10月30日のブログにて、スポニチを相手に事実無根の記事を掲載したとして裁判を起こしたことを公表[12]。

としている。
- 2022年1月11日のブログにて、スポニチへの名誉毀損裁判の終了を報告[13]。

- 2020年11月12日のブログにて、婦人公論に掲載された記事が事実無根であり抗議し、削除されたことを報告[14]。

　と記載。
- 2020年4月5日発売の『FRIDAY』では元タレントの恋人（釣りアイドルの花音）との様子が掲載された。裁判でも、交際について認めている。
- 2020年7月1日ブログにおいて所属事務所オフィスのいりを退所し、プラチナムプロダクションへ移籍した事を発表[15][16]。
- 2023年10月19日のブログでカイヤと離婚が成立したことを報告[17]。
- 2024年10月14日、自身の公式SNSにて再婚を発表した[18]。翌15日、日本テレビのバラエティ番組「踊る!さんま御殿!!」に夫婦で出演し、元タレントで現在は料理研究家として活動する花音を紹介した[19]。

## 趣味
- 趣味は腕時計の収集[1]。
- マツダ・CX-8のユーザーで、ボンネットリフレクションというボンネットアートを確立している。

## ディスコグラフィ

### シングル
| #                  | 発売日          | A/B面       | タイトル                            | 作詞         | 作曲                                   | 編曲           | 規格品番    |
| CBS・ソニー        | CBS・ソニー     | CBS・ソニー | CBS・ソニー                         | CBS・ソニー  | CBS・ソニー                            | CBS・ソニー    | CBS・ソニー |
| ------------------ | --------------- | ----------- | ----------------------------------- | ------------ | -------------------------------------- | -------------- | ----------- |
| 1                  | 1977年 7月1日   | A面         | ラブ・ショック                      | 石原信一     | 筒美京平                               | 筒美京平       | 06SH-181    |
| 1                  | 1977年 7月1日   | B面         | オーロラ                            | 石原信一     | 筒美京平                               | 筒美京平       | 06SH-181    |
| 2                  | 1977年 10月21日 | A面         | 青いシンボル                        | 石原信一     | あかのたちお                           | あかのたちお   | 06SH-227    |
| 2                  | 1977年 10月21日 | B面         | ドラマチック                        | 石原信一     | 宮本光雄                               | 萩田光雄       | 06SH-227    |
| 3                  | 1978年 4月1日   | A面         | 暗くなるまで待って                  | 森雪之丞     | 都倉俊一                               | 田辺信一       | 06SH-283    |
| 3                  | 1978年 4月1日   | B面         | 夢泥棒                              | 森雪之丞     | 都倉俊一                               | 田辺信一       | 06SH-283    |
| 4                  | 1978年 7月21日  | A面         | 危険がいっぱい                      | 森雪之丞     | 都倉俊一                               | 萩田光雄       | 06SH-363    |
| 4                  | 1978年 7月21日  | B面         | 幸せだけど不幸せ                    | 森雪之丞     | 都倉俊一                               | 田辺信一       | 06SH-363    |
| 5                  | 1978年 10月21日 | A面         | 天使の顔につばを吐け                | 阿木燿子     | 宇崎竜童                               | 萩田光雄       | 06SH-402    |
| 5                  | 1978年 10月21日 | B面         | タブー・ラブ                        | 阿木燿子     | 宇崎竜童                               | 萩田光雄       | 06SH-402    |
| 6                  | 1979年 2月25日  | A面         | 自由の女神をぶちこわせ              | 阿木燿子     | 宇崎竜童                               | 戸塚修         | 06SH-457    |
| 6                  | 1979年 2月25日  | B面         | 甘いキッス                          | 阿木燿子     | 宇崎竜童                               | 戸塚修         | 06SH-457    |
| 7                  | 1979年 5月1日   | A面         | 21 (トゥエンティーワン)             | 小林和子     | 馬飼野康二                             | 馬飼野康二     | 06SH-512    |
| 7                  | 1979年 5月1日   | B面         | 最後の楽園                          | 小林和子     | 馬飼野康二                             | 馬飼野康二     | 06SH-512    |
| 8                  | 1979年 7月21日  | A面         | レッツゴー ダンシング               | Johnny.K     | M.Lloyd                                | 田辺信一       | 06SH-564    |
| 8                  | 1979年 7月21日  | B面         | ボーイ・スカウト                    | Johnny.K     | J.Morali                               | 田辺信一       | 06SH-564    |
| 9                  | 1979年 11月1日  | A面         | フライ・バイ・ナイト                | 伊藤アキラ   | C.Bernstein / S.Hines J.Long / D.Level | 田辺信一       | 06SH-664    |
| 9                  | 1979年 11月1日  | B面         | 恋の終りに                          | 伊藤アキラ   | D.Cugini A.DiTaranto                   | 田辺信一       | 06SH-664    |
| 10                 | 1979年 11月1日  | A面         | 宇宙空母ブルーノア 〜大いなる海へ〜 | 山上路夫     | 平尾昌晃                               | 船山基紀       | 06SH-671    |
| 10                 | 1979年 11月1日  | B面         | 夜間航海                            | 山上路夫     | 平尾昌晃                               | 船山基紀       | 06SH-671    |
| 11                 | 1980年 3月21日  | A面         | さすらいの英雄                      | 麻生香太郎   | 芳野藤丸                               | 松井忠重       | 06SH-732    |
| 11                 | 1980年 3月21日  | B面         | 鏡の国の美少年                      | 麻生香太郎   | C.Rankin                               | 松井忠重       | 06SH-732    |
| 12                 | 1980年 7月21日  | A面         | オアシス                            | 篠塚満由美   | 筒美京平                               | 大谷和夫       | 06SH-799    |
| 12                 | 1980年 7月21日  | B面         | 目をさませ!仲間なら!                | 篠塚満由美   | 筒美京平                               | 戸塚修         | 06SH-799    |
| 13                 | 1980年 8月21日  | A面         | なんじゃ・もんじゃ・ドン!           | 荒木とよひさ | 馬飼野康二                             | 馬飼野康二     | 06SH-820    |
| 13                 | 1980年 8月21日  | B面         | 新しい予感                          | 荒木とよひさ | 馬飼野康二                             | 馬飼野康二     | 06SH-820    |
| 14                 | 1980年 10月1日  | A面         | 恋の一方通行                        | 岡田冨美子   | 網倉一也                               | 田辺信一       | 07SH-876    |
| 14                 | 1980年 10月1日  | B面         | ミュージック・ミュージック          | 小林和子     | J.Morali                               | 田辺信一       | 07SH-876    |
| 15                 | 1981年 2月25日  | A面         | 出逢い                              | 山上路夫     | 馬飼野康二                             | 馬飼野康二     | 07SH-928    |
| 15                 | 1981年 2月25日  | B面         | チェイサー                          | 小林和子     | 佐瀬寿一                               | 大谷和夫       | 07SH-928    |
| 16                 | 1983年 10月1日  | A面         | 彼女                                | 大場慎介     | 大場慎介                               | 東海林修       | 07SH-1406   |
| 16                 | 1983年 10月1日  | B面         | アルバムはそのままで                | 黒木一由     | 谷口博昭                               | 東海林修       | 07SH-1406   |
| エヌ・プランニング |                 |             |                                     |              |                                        |                |             |
| 17                 | 2002年 10月30日 | 01          | 抱きしめてFall in love              | 川﨑麻世     | 山下直美                               | 二ノ宮史廊     | NYCK-00009  |
| 17                 | 2002年 10月30日 | 02          | 愛を確かめましょうネ                | 山下直美     | 山下直美                               | 二ノ宮史廊     | NYCK-00009  |
| 徳間ジャパン       |                 |             |                                     |              |                                        |                |             |
| 18                 | 2015年 7月1日   | 01          | 無条件                              | 五十嵐ジョー | パク・ヒョンジン                       | 西本卓朗       | TKCA-90714  |
| 18                 | 2015年 7月1日   | 02          | WHY                                 | 川﨑麻世     | GACKT.C                                | 斎藤悠弥       | TKCA-90714  |
| ホリデージャパン   |                 |             |                                     |              |                                        |                |             |
| 19                 | 2017年 5月24日  | 01          | This is My Love…俺の愛              | 川﨑麻世     | 川﨑麻世                               | 猪股義周       | TJCH-15557  |
| 19                 | 2017年 5月24日  | 02          | 抱きしめてFall in love              | 川﨑麻世     | 山下直美                               | G.S.Huddleston | TJCH-15557  |

### アルバム

#### オリジナル・アルバム
1. 麻世（1978年5月21日／25AH-469）
2. MAYO FAIR GANG（1978年12月21日／25AH-651）
3. MAYO VISION（1979年7月1日／25AH-758）
4. MAYO SELECTION（1979年12月5日／25AH-890）
5. チェイサー（1980年12月5日／27AH-1119）
6. MAYO ACOUSTIC（1983年12月1日／28AH-1668）

#### ベスト・アルバム
1. Mayo Kawasaki the best（1999年9月22日／SRCL-4626）
2. ゴールデン☆ベスト 川﨑麻世（2008年1月23日／MHCL-1276）

### タイアップ曲
| 年     | 楽曲                                | タイアップ                                             |
| ------ | ----------------------------------- | ------------------------------------------------------ |
| 1979年 | 宇宙空母ブルーノア 〜大いなる海へ〜 | 日本テレビ系テレビアニメ「宇宙空母ブルーノア」OPテーマ |
| 1979年 | 夜間航海                            | 日本テレビ系テレビアニメ「宇宙空母ブルーノア」EDテーマ |
| 1980年 | なんじゃ・もんじゃ・ドン!           | 日本テレビ系「なんじゃ・もんじゃ・ドン!」OPテーマ      |
| 1981年 | 出逢い                              | TBS系テレビドラマ「出逢い」主題歌                      |

## 出演

### テレビドラマ
NHK
- 銀河テレビ小説
  - ふるさとシリーズ1 家族日記（1979年8月20日 - 1979年09月07日） - 拓海 役
- 大河ドラマ
  - 北条時宗（2001年） - 北条長時 役
- 土曜時代劇 (NHK) オトコマエ!
  - 第7回「女だますな」（2008年5月31日） - 橘奈良麻呂 役

TBS
- 雲を翔びこせ（1978年）
- ナッキーはつむじ風（1978年 - 1980年）
- 出逢い（1981年） - 藤枝卓 役
- 野々村病院物語（1981年 - 1983年） - 広島二郎 役
- ちょっといい姉妹（1981年 - 1982年）
- ある家族（1981年）
- おにいちゃん（1982年）
- 出逢い・めぐり逢い（1983年）
- 看護婦日記パートI（1983年）
- おんなの家13（1983年）
- 追憶のクリスマス・イブ（1988年）
- 痛快!ロックンロール通りファイナル（1989年）
- 濡れ落ち葉はいやよ（1990年）
- やっぱり一度は結婚してみたい（1992年）
- ママ走れ!（1992年）
- のんちゃんのり弁2（1998年、中部日本放送）
- しおり伝説〜スター誕生〜（1999年、中部日本放送） - 鳥居直哉 役
- 池袋ウエストゲートパーク （2000年）本人の川崎麻世 役
- 水戸黄門
  - 第28部 第26話「暴君を斬る!男の剣 -矢掛-」（2000年） - 吉川越中守 役
  - 第31部 第17話「民をあざむく仮面の怪人 -備中松山-」（2003年） - 北村和馬 役
  - 第33部 第13話「甘ったれ若旦那に喝! -出雲-」（2004年） - 圭太郎 役
- 恋する日曜日ファーストシリーズ「もう一度夜を止めて（前編）（後編）」（2003年、BS-i）
- ハンドク!!!（2001年）
- ママは女医さん（2004年）
- 弁護士のくず（2006年） - 第5話ゲスト 富田賢次郎 役
- ドラマ特別企画 居酒屋もへじ（2011年9月25日） - 五郎 役
- 月曜ミステリー劇場
  - 森村誠一サスペンスシリーズ4「街」（2004年7月14日） - 堀口慎也 役
- 月曜ゴールデン
  - 「警視庁南平班〜七人の刑事〜」（2009年8月24日） - 湯原高道 役
  - 「北海道警察 笑う警官」（2013年7月29日） - 杉田昭 役
  - 「財務捜査官 雨宮瑠璃子8」（2014年7月21日） - 近藤智久 役

日本テレビ
- 猿飛佐助（1980年） - 真田幸村役
- かたぐるまII（1980年）
- ハロー!グッバイ（1989年）
- 火曜サスペンス劇場
  - 「幻の女を探せ」（1983年）
  - 「当番弁護士2」（1996年）
  - 「弁護士・高林鮎子 スペシャル31・寝台特急トワイライトエクスプレスの罠」（1996年） - 梶本峰雄 役
  - 「保護観察・少年A」（2000年）
- 木曜ゴールデンドラマ「一人っ子同士の結婚」（1991年、讀賣テレビ）
- FACE〜見知らぬ恋人〜（2001年）
- 仔犬のワルツ（2004年）
- 慰謝料弁護士〜あなたの涙、お金に変えましょう〜（2014年、讀賣テレビ） - 尾崎 役
- シロでもクロでもない世界で、パンダは笑う。（2020年） - 上坂真司

フジテレビ
- 月曜ドラマランド「おかわりシスターズ解散特別企画 アイドルを探せ!」（1985年）
- 怪人二十面相（1977年、大映テレビ） - 小林芳男 役
- 救急ハート治療室（1999年、関西テレビ）
- 金曜エンタテイメント
  - 「ツインズな探偵2」（2000年） ‐ 沢木雅人 役
  - 「おばさんデカ桜乙女の事件帖14」（2006年）
- ロシアンタコヤキ（2001年、関西テレビ）
- ウエディングプランナー SWEETデリバリー（2002年）
- 明日の光をつかめ（2010年）
- 婚活1000本ノック（2024年） - 第5話ゲスト 男爵 / 重部真一 役
- バントマン 第3話（2024年10月26日、東海テレビ） - 芹澤社長 役[21]
- 金曜プレステージ
  - 「白衣の天使は見た!!〜外科病棟殺人カルテ〜」（2008年）
  - 「浅見光彦シリーズ35「歌枕殺人事件」（2009年10月）

テレビ朝日
- 額田女王（1980年） - 有間皇子役
- 土曜ワイド劇場
  - 「白の処刑」（1986年）
  - 「瀬戸内ミステリー海流」（1990年）
  - 「キャンパス迷路殺人事件」（1991年）
  - 「湖畔の別荘 殺しのパズル」（1994年）
  - 「終着駅シリーズ5・誇りある被害者」（1996年） - 香西賢 役
  - 「モラルリスク調査員・10分間で死ぬ!」（2005年）
- 火曜ミステリー劇場
  - 「西村京太郎スペシャル」（1990年 - 1991年） - 日下淳一 役
  - 「狙われた花嫁 東京-グアム新婚旅行殺人事件!初夜に仕掛けられた夫婦交換の罠!!」（1990年）
- 女王蜂（1990年）
- 恋は戦い!（2003年）
- 復讐のダイヤモンド（2006年） - 池田洋一 役
- 富豪刑事デラックス（2006年、朝日放送）
- 相棒 Season 5（2006年） - 北之口秀一 役
- 7人の女弁護士・第2シリーズ（2008年） - 第9話ゲスト MRマジカル 役
- 特命係長 只野仁 スペシャル '08 大手銀行派遣女子行員が仕掛けた罠（2008年2月2日） - 中津川亮介 役
- 霊能力者 小田霧響子の嘘 第5・最終話（2010年11月7日・12月5日） - 氏家健一 役

テレビ東京
- 愛と殺意の子守歌（1990年）
- 映画みたいな恋したい「アンタッチャブル」（1992年）
- 盲目の目撃者（1992年）
- 秘められた心中（1992年）
- 誘拐者の声音 その朝お前は何を見たか（2003年）
- 牙狼＜GARO＞〜MAKAISENKI〜（2011年） - 第9話ゲスト 高峯龍之介 役
- 水曜ミステリー9
  - 「刑事長」（2013年） - 矢敷信夫 役
- 執事 西園寺の名推理 第4話（2018年5月11日、テレビ東京）- 夏木卓郎 役

### バラエティ番組
- レッツゴーヤング（NHK）
- カックラキン大放送!!（日本テレビ）1976 - 1977年までレギュラー
- THE夜もヒッパレ（日本テレビ）不定期出演

他多数

### 吹き替え
- 木曜洋画劇場放送版 ウエスト・サイド物語（1999年、テレビ東京） - ベルナルド 役

### 舞台
- 劇団四季 キャッツ（1983年）-　ラム・タム・タガー役
- ラ・カージュ・オ・フォール（1986年、1993年） - ジャン・ミシェル 役
- スターライト・エクスプレス（1987年） - 新幹線ハシモト 役
- ガラスの仮面（1988年） - 速水真澄 役
- マイ・フェア・レディ（1990年、1999年） - フレディ 役
- ピーター・パン（1994年、1995年、1996年） - フック船長 役
- レ・ミゼラブル（1997 - 2001年、2004年）- ジャベール 役
- 山本陽子主演「付き馬屋おえん」（2005年）
- 椅子の上のネコ（2005年12月・名鉄ホール）
- ミュージカル「十二夜」（2006年8月・中日劇場）
- コロッケ新春喜劇公演「俺はお殿さま」（2007年1月・新宿コマ劇場）
- ブロードウェイミュージカル「モダン・ミリー」（2007年4月・新国立劇場中劇場）
- Damn Yankees くたばれ！ヤンキース（2007年5月・青山劇場）
- おんなの家（2007年7月・名鉄ホール）
- 藤山直美主演「泣いたらあかん」（2007年9月）
- 大地真央主演「女ねずみ小僧 〜目明かしの女房〜」（2007年11月・明治座）
- アニー（2008年4月） - ルースター 役
- 松竹サスペンス劇場「罠」（2008年10月・京都四條南座）
- 回転木馬（2009年3月） - ジガー 役
- フットルース（2009年11月） - ムーア牧師 役
- ロミオとジュリエットその後（2013年3月、陸前高田・東京・大阪） - ロミオ役
- オフブロードウェイ・ミュージカル『bare』（2016年6月 - 7月、新宿シアターサンモール）- 校長 役 [22]
- ミュージカル『キス・ミー・ケイト』（2017年7月 - 8月、東京芸術劇場プレイハウス、兵庫県立芸術文化センター阪急中ホール ほか） - ハウエル将軍 役
- 前田慶次 かぶき旅 STAGE&LIVE〜肥後の虎・加藤清正編〜（2024年9月 - 11月、シアターH ほか） - ホセ・ガルシア神父 役[23]
- Thank you very マッチ de SHOW『ギンギラ学園物語』（2024年12月25日 - 29日、明治座）[24]
- SHOW×MUSICAL『ドリームハイ』（2025年4月11日 - 27日、シアターH） - マ・ドゥシク 役[25]
- Thank you very マッチ de SHOW「ギンギラ学園物語 新春！再びマッチでーす！」（2025年12月30日 - 2026年1月4日〈予定〉、明治座）[26]

### 映画
- わが青春のイレブン（1979年） - 赤岡 役
- 青春グラフィティ スニーカーぶる〜す（1981年） - 人気歌手 役
- 三等高校生（1982年） - 並川浩 役
- 夜逃げ屋本舗2（1993年） - 大島浩二 役
- ゲンセンカン主人（1993年） - 伊守 役
- Last Dance ラストダンス-離婚式-（2001年） - 神戸正彦 役
- BACK STAGE/バックステージ (2001年) - 白井亘 役
- トリック劇場版（2002年） - 安田安夫 役
- くらわんか!（2017年） - 奥沢筆次郎 役
- ある家族（2021年）
- ヒッチハイク（2023年） - ジョージ 役[27]
- ゾン100〜ゾンビになるまでにしたい100のこと〜（2023年、Netflix） - 社長 役[28]
- 翔んで埼玉 〜琵琶湖より愛をこめて〜（2023年） - 京都市長 役[29]
- コーヒーはホワイトで（2024年） - 巌村吾郎 役[30][31]
- シンペイ〜歌こそすべて（2025年） - 坪内逍遥 役[32]

### Vシネマ
- 女教師仕置人〜復讐の女神（1990年）
- 女教師仕置人〜地獄の女神（1990年）
- 実録・九州やくざ戦争 九州のライオン（義王）（2006年）
- 日本統一57 - （2023年）

### ラジオ
- 電撃わいどウルトラ放送局（ラジオ関東）
- 麻世の輝け青春（ラジオ大阪、1979年4月9日 - ）

### CM
- 不二家「ハートチョコレート」
- 森永乳業「富士ピノ」
- 日清食品「日清焼そばU.F.O.」
- レダ「アシビタンD」（カイヤとの共演）
- 2006JBC（川崎競馬場）
- ゼストグループ
- ダリヤ（サロン ド プロ）（麻生祐未との共演）（2012年）

## 書籍
- ぼくの明日〜麻世とあなたの出逢い（1979年4月、ペップ出版）
- カイヤへ!（1999年12月、マガジンハウス）